# Енді Вітфілд
Енді Вітфілд (англ. Andy Whitfield; 17 жовтня 1971, Амлуч, Уельс, Велика Британія — 11 вересня 2011, Сідней, Австралія) — валлійсько-австралійський актор і модель.

## Біографія
Енді Вітфілд ріс в Уельсі і вчився в Шеффілдському університеті в Англії. П'ять років пропрацював на будівництвах у Лондоні. У 2000-х переїхав до Австралії, закінчив драматичну школу в Сіднеї і отримав роботу актора, одночасно працюючи інженером. Деякий час працював позаштатним фотографом. Був одруженим, мав двох дітей.
Вітфілд зіграв незначні ролі у відомих австралійських серіалах — «McLeod's Daughters», «Packed to the Rafters», «The Strip» і «Out of the Blue». Першу головну роль актор отримав у серіалі «Спартак: Кров і пісок» після того, як виконавчий продюсер Роб Теперт оголосив міжнародний пошук талановитого актора, не знайшовши підходящого актора в Голлівуді.

## Хвороба і смерть
У березні 2010 у Вітфілда діагностували ранню стадію неходжкінської лімфоми. Зйомки другого сезону серіалу про Спартака були відкладені, а Вітфілд відправився на лікування до Нової Зеландії. Прогнози лікарів виглядали обнадійливо, оскільки захворювання було виявлено на ранній стадії .Однак після першого лікування стався рецидив хвороби і Енді почав проходити повторний курс лікування.
11 вересня 2011 року Енді Вітфілд помер в Сіднеї, Австралія.

## Фільмографія
| Телебачення | Телебачення                                        | Телебачення     | Телебачення                               |
| Рік         | Назва                                              | Роль            | Примітки                                  |
| ----------- | -------------------------------------------------- | --------------- | ----------------------------------------- |
| 2004        | Всі святі / All Saints                             | Метью Паркес    | «Opening Up» (сезон 2, серія 7)           |
| 2008        | Смуга / The Strip                                  | Чарлі Палмер    | (сезон 1, серія 2 та 7)                   |
| 2008        | Packed to the Rafters                              | Нік Лі          | «All in the Planning» (сезон 1, серія 10) |
| 2008        | Дочки Маклеода / McLeod's Daughters                | Бретт Самуельз  | «Nowhere to Hide» (сезон 8, серія 4)      |
| 2010        | Спартак: Кров і пісок / Spartacus: Blood and Sand  | Спартак         | головна роль                              |
| 2011        | Спартак: Боги Арени / Spartacus: Gods of the Arena | Спартак (голос) | «The Bitter End» (сезон 1, серія 6)       |
| Фільми      |                                                    |                 |                                           |
| Рік         | Назва                                              | Роль            | Примітки                                  |
| 2007        | Гавриїл / Gabriel                                  | Гавриїл         | головна роль                              |
| 2010        | Лікарня / The Clinic                               | Кемерон Маршалл |                                           |